# فرول گالیسیا
فرول گالیسیا (به اسپانیایی: Comarca de Ferrol) یک سکونتگاه مسکونی در اسپانیا است که در استان لاکرونیا واقع شده‌است.

## خصوصیات
فرول گالیسیا ۶۱۳٫۴ کیلومترمربع مساحت و ۱۵۹٬۴۲۲ نفر جمعیت دارد.